# Gord Bamford
Pour les articles homonymes, voir Bamford.
Gord Bamford (né le 17 avril 1976 à Traralgon, Australie) est un chanteur de musique country canadien.

## Biographie
À l'âge de 5 ans, Gord Bamford déménagea avec sa mère, Marilyn, d'Australie pour s'installer à Lacombe, Alberta, Canada.
En 1995, Bamford participe et remporte le concours radiophonique "Search for the Stars." Avec Rob Bartlett de la production Sundae Sound, Bamford va à Calgary pour enregistrer son tout premier single, Forever Starts Today, écrit par Dean McTaggart,. 
Durant l'été 2000, Bamford sort son premier album, God's Green Earth, chez GWB Records. L'album est produit par Bart McKay chez Sound Edge Productions à Saskatoon, Saskatchewan. Bamford y a écrit deux chansons.
En 2003, Bamford commença à passer du temps à Nashville, écrivant pour Steve Fox, Tim Taylor, et Byron Hill, qui deviendront coproducteurs de son second album ; Life Is Good, sorti le 19 octobre 2004. Bamford aura cette fois-ci coécrit 10 des 11 chansons de l'album. Six singles en seront extraits, dont les chansons Heroes, My Heart's a Genius, All About Her, Life Is Good et I Would for You. 
Les cinq années suivantes, Bamfors fit des premières parties lors des concerts de Tim McGraw, Kenny Rogers, Carolyn Dawn Johnson, Don Williams et Terri Clark. 
Le troisième album de Bamford ; Honkytonks and Heartaches, produit par Byron Hill est sorti le 25 septembre 2007. Un quatrième est prévu pour l'année 2010.

## Discographie

### Albums
| Année | détails                                                                        | Positions   | Positions |
| Année | détails                                                                        | CAN Country | CAN       |
| ----- | ------------------------------------------------------------------------------ | ----------- | --------- |
| 2000  | God's Green Earth - Sortie: 2000 - Label: GWB/Royalty Records                  | —           | —         |
| 2004  | Life Is Good - Sortie: 19 octobre 2004 - Label: GWB/Royalty Records            | *           | —         |
| 2007  | Honkytonks and Heartaches - Sortie: 25 septembre 2007 - Label: Royalty Records | 7           | 67        |

### Singles
| Année | Single                       | Positions   | Positions | Album                     |
| Année | Single                       | CAN Country | CAN       | Album                     |
| ----- | ---------------------------- | ----------- | --------- | ------------------------- |
| 2000  | God's Green Earth            | *           | —         | God's Green Earth         |
| 2001  | 24 x 24                      | *           | —         | God's Green Earth         |
| 2001  | Where a Cowboy Likes to Roam | *           | —         | God's Green Earth         |
| 2002  | Man of the House             | *           | —         | God's Green Earth         |
| 2002  | Classic Country Song         | *           | —         | God's Green Earth         |
| 2004  | Heroes                       | 11          | —         | Life Is Good              |
| 2004  | My Heart's a Genius          | 16          | —         | Life Is Good              |
| 2005  | All About Her                | 17          | —         | Life Is Good              |
| 2005  | Life Is Good                 | 12          | —         | Life Is Good              |
| 2006  | I Would for You              | 17          | —         | Life Is Good              |
| 2006  | We're All Cowboys            | 21          | —         | Life Is Good              |
| 2007  | Blame It On That Red Dress   | 6           | 66        | Honkytonks and Heartaches |
| 2008  | Stayed 'Til Two              | 6           | 78        | Honkytonks and Heartaches |
| 2008  | Postcard from Pasadena       | 7           | 78        | Honkytonks and Heartaches |
| 2009  | Little Guy                   | 10          | 78        | Honkytonks and Heartaches |
| 2009  | Drinkin' Buddy               | 12          | 83        | Honkytonks and Heartaches |
| 2009  | Hurtin' Me Back              | 11          | 100       | Honkytonks and Heartaches |

### Autres singles
| Année | Single         | CAN Country | Album                    |
| ----- | -------------- | ----------- | ------------------------ |
| 2010  | Baseball Glove | 44          | Christmas single release |